# Ràdio Web MACBA

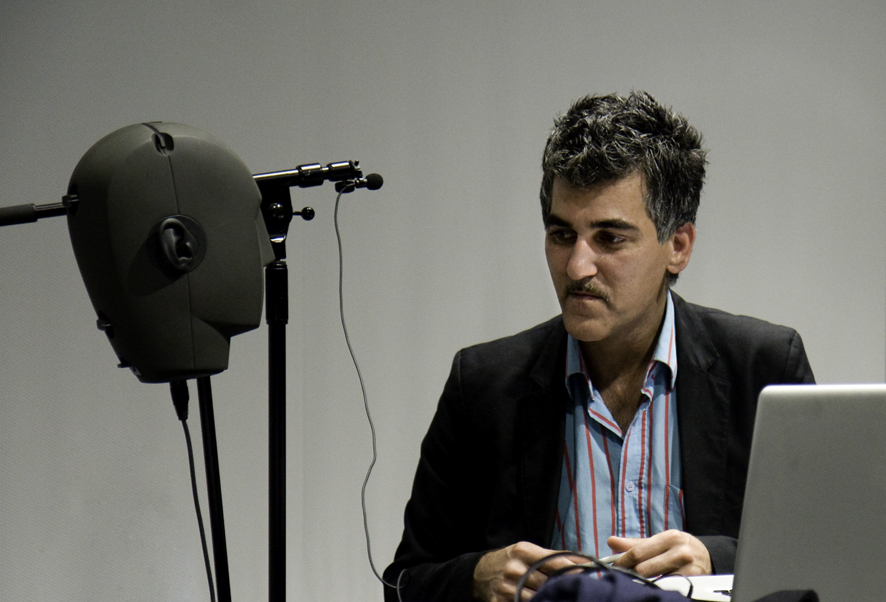
Mark Gergis durante a gravação de uma entrevista para a Ràdio Web MACBA

Ràdio Web MACBA, RWM, é uma rádio online que explora o pensamento contemporâneo, a música experimental, a arte radiofónica e a arte sonora através de um serviço de subscrição de podcast. Trata-se de um projecto do Museu de Arte Contemporânea de Barcelona (MACBA).
A Ràdio Web MACBA documenta o actividade do museu através de entrevistas a diversas personalidades que nele intervêm, entre as quais se destacam Michel Feher, Mark Fisher, Franco Berardi, Ann Demeester, Judith Butler, Rick Prelinger, Suely Rolnik, Michael Baldwin, Mel Ramsden, Allan Sekula, Seth Siegelaub, Kenneth Goldsmith, Fareed Armaly, Stuart Bailey, Will Holder, Guy Schraenen, etc.
A RWM dedica-se a linhas de investigação que surgem a partir das teses expostas nas salas do museu, como por exemplo a reflexão sobre o papel do rádio como instrumento (uma análise de John Cage e dos distintos fins que atribuiu ao rádio, entre outros) e a recuperação de materiais inéditos de artistas presentes na colecção do museu (como os trabalhos para rádio de Juan Muñoz), ou a documentação de diversos movimentos artísticos relacionados com a música, como o Fluxus ou a Tropicália.
Paralelamente, a RWM desenvolveu linhas de programação independentes, como a exploração da música generativa, o coleccionismo sonoro ou o apropriacionismo sonoro.

## História
Fundada em 2006 como ferramenta de difusão das actividades do museu, a RWM acabou por se converter num projecto autónomo que hoje em dia conta com mais de 200 programas. Produz programas e conteúdos próprios nos quais establece pontes entre a produção radiofónica e outras linhas de trabalho do museu, desde a concepção de material documental até à programação de actividades ou criação de monográficos sobre cenas musicais tão diversas como a da música generativa, a produção sonora no Leste Europeu , o colapso da tonalidade no século XX ou a vanguarda sonora na Península Ibérica.

## Projectos
- Son[i]a: Linha de programas com cápsulas de audio de curta duração onde se dá voz a diversos agentes culturais: directores, curadores, artistas, conferenciantes ou programadores. [5][6]
- Quaderns d'Àudio (Cadernos de áudio): Ensaios que expandem as áreas de interesse da Ràdio Web MACBA. É uma linha de publicações de textos relacionados com a programação da RWM. O seu objectivo é complementar as linhas de trabalho da rádio com o contributo de documentos inétidos ou a edição crítica de textos de difícil acesso, ainda que relevantes para compreender e aprofundar a temática da criação sonora.   Os documentos apresentam-se em formado PDF e podem ser descarregados ou impressos. A maquetação do texto permite ao usuário optar por distintos tipos de encadernação, desde um simples agrafamento à encadernação japonesa, o que pode conferir ao texto um aspecto semelhante ao de uma publicação convencional. [7]
- Curatorial: Linha de programas que explira a criação sonora através de convocatórias específicamente feitas a artistas, como por exemplo Felix Kubin, Jon Leidecker (Wobbly), Marcus Schmickler, Chris Cutler, Barbara Held e Pilar Subirà, entre outros.
- Especials: Propostas de artistas e de curadores relacionadas com a colecção do museu.
- Recerca: Linha de programação que investiga momentos e personagens chave no campo sonor contemporâneo, com convocatórias especificamente feitas a artistas como Roc Jiménez de Cisneros, Mark Fell e Joe Gilmore.
- Extra: Linha de programação em formato híbrido (áudio e texto) que visualiza e documenta os processos de investigação das diferentes linhas programáticas sob a forma de cenas eliminadas, conversas paralelas com os entrevistados e transcripções.

## Prémios e reconhecimento
Trata-se de um projecto que se tornou uma referência internacional. Recebeu vários prémios pela inovação na difusão de conteúdos artísticos, entre os quais se desaca o Museums and the Web Best of the Web 2009 Podcast Award, ao melhor podcast do sector.  No ano de 2009, a RWM teve umas 18.000 visitas e umas 36.000 páginas vistas, provenientes de 90 países diferentes, com uma forte presença nos Estado Unidos e Espanha. O projecto já se estendeu à rádio de difusão tradicional, com colaborações de diversa índole com estações de rádio de vários pontos do mundo, desde o México à Nova Zelândia.